# Pedang
Pedang (nepalski: पेदाङ) – gaun wikas samiti we wschodniej części Nepalu w strefie Meći w dystrykcie Taplejung. Według nepalskiego spisu powszechnego z 2001 roku liczył on 317 gospodarstw domowych i 1843 mieszkańców (934 kobiet i 909 mężczyzn).